# Iglesia de Nuestra Señora de la Asunción (Berantevilla)
La iglesia de Nuestra Señora de la Asunción es un templo situado en el concejo de Berantevilla, en el municipio alavés del mismo nombre.

## Descripción
Habría sido construida en el siglo XV y tiene un campanario que se ajusta a un diseño del arquitecto vitoriano Justo Antonio de Olaguíbel. Se menciona como iglesia parroquial del lugar en el Diccionario geográfico-estadístico-histórico de España y sus posesiones de Ultramar de Pascual Madoz, donde se asegura que, a mediados del siglo XIX, estaba «servida por un cura y algunos beneficiados patrimoniales». La advocación que se refiere es «la Asuncion». Décadas después, ya en el siglo XX, Vicente Vera y López vuelve a reseñarla en el tomo de la Geografía general del País Vasco-Navarro dedicado a Álava, en el que se describe como «de categoría de entrada», «bajo la advocación de Nuestra Señora de la Asunción» y perteneciente al arciprestazgo de Labastida. Se señala, además, que «antiguamente la servían cinco beneficiados».
Los registros sacramentales de bautismos, matrimonios y decesos generados por la parroquia de Nuestra Señora de la Asunción desde el siglo XV hasta el final del XIX se conservan con los del resto de iglesias de la provincia en el Archivo Histórico Diocesano de Vitoria, donde pueden consultarse.